# Municipio de Dunn (Minnesota)
El municipio de Dunn (en inglés: Dunn Township) es un municipio ubicado en el condado de Otter Tail en el estado estadounidense de Minnesota. En el año 2010 tenía una población de 905 habitantes y una densidad poblacional de 9,54 personas por km².

## Geografía
El municipio de Dunn se encuentra ubicado en las coordenadas 46°40′32″N 95°58′47″O / 46.67556, -95.97972. Según la Oficina del Censo de los Estados Unidos, el municipio tiene una superficie total de 94.9 km², de la cual 67,55 km² corresponden a tierra firme y (28,81 %) 27,34 km² es agua.

## Demografía
Según el censo de 2010, había 905 personas residiendo en el municipio de Dunn. La densidad de población era de 9,54 hab./km². De los 905 habitantes, el municipio de Dunn estaba compuesto por el 97,68 % blancos, el 0,11 % eran afroamericanos, el 0,55 % eran amerindios, el 0,22 % eran asiáticos, el 0,11 % eran isleños del Pacífico y el 1,33 % eran de una mezcla de razas. Del total de la población el 0,44 % eran hispanos o latinos de cualquier raza.